# Вуйцин (Радзейовський повіт)
Вуйцин (пол. Wójcin) — село в Польщі, у гміні Пйотркув-Куявський Радзейовського повіту Куявсько-Поморського воєводства.
Населення — 327 осіб (2011).
У 1975-1998 роках село належало до Влоцлавського воєводства.

## Демографія
Демографічна структура станом на 31 березня 2011 року:
|          | Загалом | Допрацездатний вік | Працездатний вік | Постпрацездатний вік |
| -------- | ------- | ------------------ | ---------------- | -------------------- |
| Чоловіки | 164     | 37                 | 108              | 19                   |
| Жінки    | 163     | 26                 | 97               | 40                   |
| Разом    | 327     | 63                 | 205              | 59                   |